# Чмиль, Виктор Анатольевич
Виктор Анатольевич Чмиль (1937—2014) — педагог-хореограф Мелитопольского училища культуры.

## Биография
Родился в Одессе.
В 1956 году в Донбассе начал работать подземным электрослесарем. С 1964 года — преподаватель режиссёрских и хореографических дисциплин в Мелитопольском училище культуры. В 1967 году по его инициативе, в училище было открыто хореографическое отделение, которое он и возглавил.
В числе наиболее известных воспитанниц Виктора Чмиля — Галина Фокина, солистка парижского театра-кабаре «Мулен-Руж»; заслуженная артистка, актриса театра и кино Ирина Чериченко, играла в таких фильмах как «Бабник-2», «Не хочу жениться!», «Завтра была война» и др.

## Образование
- Окончил среднюю и хореографическую школы в г. Одессе, Одесский культурно-просветительный техникум, в 1959 году специальность «клубный работник, режиссёр».
- В 1965 году окончил Харьковский государственный институт культуры по специальности «клубный работник высшей квалификации, режиссёр театрального коллектива».

## Семья
Дочери — Юнианна (1974 г. р.), юрист; Марианна (1986 г. р.), выпускница-медалистка мелитопольской гимназии № 10. Внуки — Илья (1994 г. р.) и Даниил (1997 г. р.).

## Награды
- Лауреат международного театрального фестиваля (Болгария, 1980)
- Дипломант Всесоюзного театрального фестиваля (Москва, 1985)
- Лауреат международного театрального фестиваля (Чехия, 1997)

## Публикации
- Чміль В. Танці Запорізького краю в обробці З. Сизоненка (укр.). — Мелітополь: Видав. будинок ММД, 2005. — 340 с.